# ヴィニョーラ
ヴィニョーラ（伊: Vignola）は、イタリア共和国エミリア＝ロマーニャ州モデナ県にある、人口約26,000人の基礎自治体（コムーネ）。

## 地理

### 位置・広がり

#### 隣接コムーネ
隣接するコムーネは以下の通り。
- カステルヴェトロ・ディ・モーデナ
- マラーノ・スル・パーナロ
- サヴィニャーノ・スル・パーナロ
- スピランベルト

### 気候分類・地震分類
ヴィニョーラにおけるイタリアの気候分類 (it) および度日は、zona E, 2322 GGである。
また、イタリアの地震リスク階級 (it) では、zona 3 (sismicità bassa) に分類される。

## 姉妹都市
- Barbezieux-Saint-Hilaire、フランス 1982年
- ヴィッツェンハウゼン、ドイツ 1982年
- アンゴル、チリ 1998年